# Erica pellucida
Erica pellucida là một loài thực vật có hoa trong họ Thạch nam. Loài này được Sol. ex Salisb. mô tả khoa học đầu tiên năm 1802.